# Operazione Shining Express
L'operazione Shining Express è stato il dispiegamento di una forza navale americana nel luglio 2003, costituito dalla nave d'assalto anfibio USS Kearsarge per soccorrere il personale dell'ambasciata degli Stati Uniti e dei cittadini statunitensi durante la seconda guerra civile liberiana. L'implementazione è stata annunciata il 13 giugno 2003 ed è durata fino al luglio dello stesso anno.